# Горностай (бухта)
Горноста́й — бухта Уссурийского залива в заливе Петра Великого в Японском море. Находится в 10,2 км от Владивостока. Нанесена на карту в 1860 году офицерами эскадры Петра Васильевича Казакевича. Названа в 1880-х—1890-х годах в честь канонерской лодки «Горностай», неоднократно участвовавшей в гидрографических исследованиях залива Петра Великого.
До 2009 года на берегу бухты располагался полигон бытовых отходов. В 2009 году в связи с саммитом АТЭС во Владивостоке, прошедшим в 2012 году, полигон было решено рекультивировать.